# Genova (I Trilli)
Genova è un album live del gruppo I Trilli, registrato il 24 giugno 1997 nell'area Porto Antico di Genova, pubblicato nel 1997 dalla Little Things. L'album è interpretato dal solo Giuseppe Deliperi, detto Pucci.

## Tracce
1. Andalusa (M. Morini, V. Spera)
2. Genova per noi (Paolo Conte)
3. Vico drito Pontexello (G. Deliperi, Merta)
4. Ma se ghe penso (Margutti, Cappello)
5. Sensa moae (G. Deliperi, Merta)
6. Porto Prego (M. Morini, V. Spera)
7. La gazza ladra (Overture) (Gioachino Rossini)
8. Piccon, dagghe cianin! (De Santis, Pesce)
9. Olidin, olidin, olidena (Tradizionale)